# Fendt Dieselross

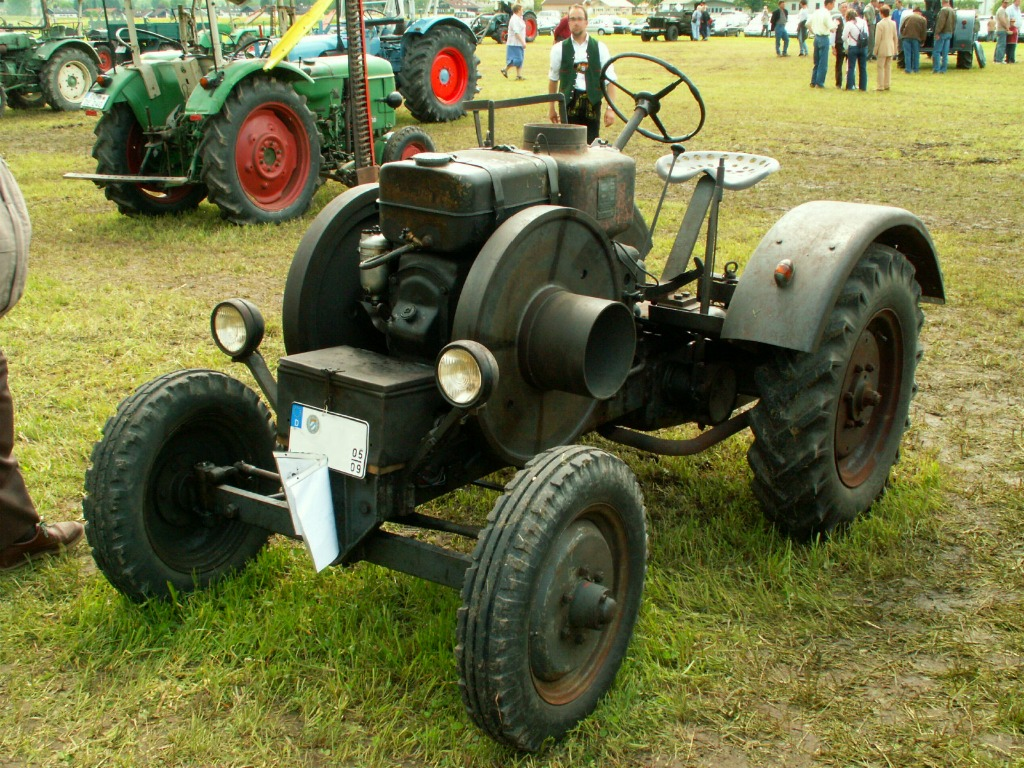
Fendt Dieselross F 18, 1942

Das Fendt Dieselross war der zweite Traktor, den der Techniker Johann Georg Fendt auf den Markt brachte. Auf der gleichnamigen Baureihe baute er seine Marke Fendt sowie das inhabergeführte Fendt-Werk auf.

## Geschichte des Fendt Dieselross
Die erste Dieselross-Serie wurde als Diesel-Kleinschlepper mit 6 PS hergestellt und 1930 auf den Markt gebracht. Es war der erste europäische Diesel-Kleinschlepper, der zudem mit einem fahrunabhängigen Mähwerk und einem Anbaupflug ausgestattet war. Der Name Dieselross wurde gewählt, weil das Gerät dem Bauern das Ross ersparen sollte. Die Dieselkleinschlepper bauten auf einem benzinbetriebenen Kleinschlepper auf, den Joh. Georg Fendt ab 1925 konstruierte und der 1927 einsatzbereit war. Er hatte bereits die wesentlichen Konstruktionsmerkmale des späteren Dieselrosses.

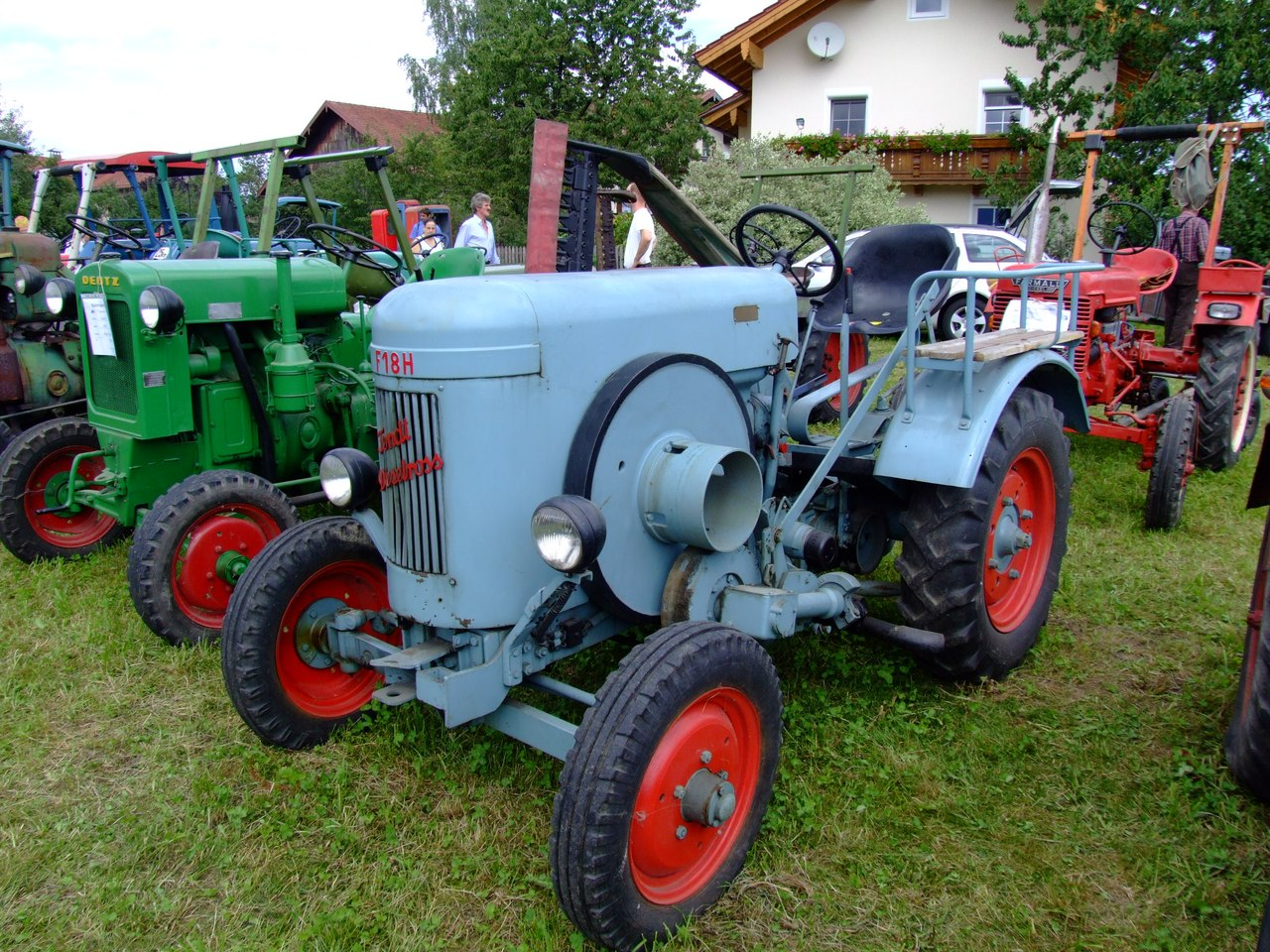
Fendt Dieselross F 18, 1949

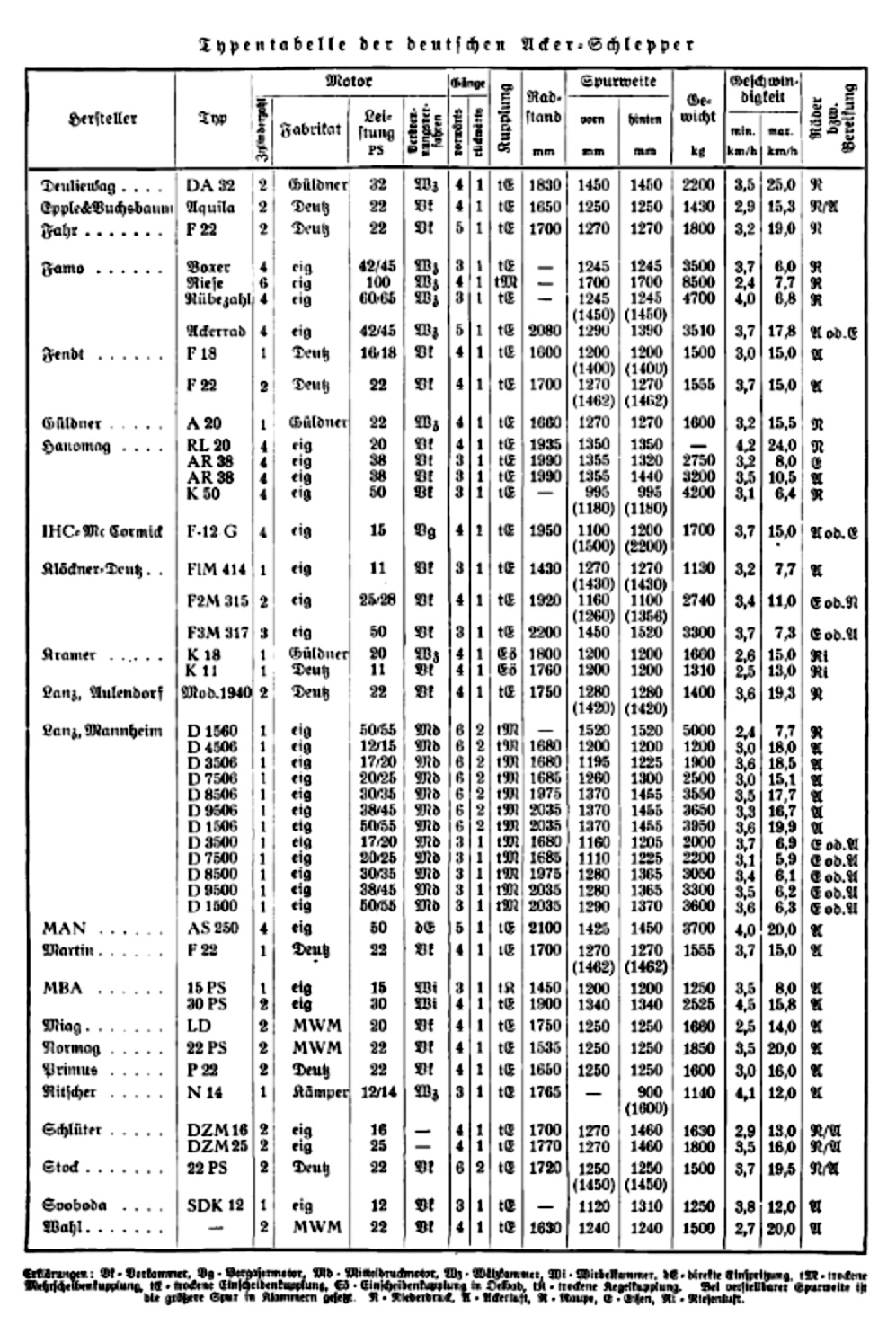
Technische Daten Fendt Dieselross F 18 und F 22 von 1941

Das erste Dieselross wurde 1932 durch das Nachfolgermodell F 9 mit 9 PS und Vollgummireifen ersetzt, außerdem hatte das Fahrzeug eine vollgefederte Vorderachse. 1937 folgte das F 18 mit 16 PS und erstmals in Europa mit fahrunabhängiger Zapfwelle. Das erfolgreichste Modell wurde das 1938 entwickelte F 22 mit einem stehend eingebauten Motor und Wasserkühlung. Mit der hohen Leistung konnten auch Landwirte mit einem größeren Betrieb angesprochen werden. Der Zweizylindermotor und das Vierganggetriebe des Fahrzeugs stellten Standards dar, die bis in die 1950er Jahre hielten.
Nach Beginn des Zweiten Weltkrieges wurden die Produktion und der Verkauf von Dieselschleppern wegen der Treibstoffknappheit zunächst stark reglementiert und später ganz verboten, so dass 1942 ein Schlepper mit Holzgasgenerator gebaut wurde, das Modell G 25. Nach dem Zweiten Weltkrieg baute Fendt das Dieselross mit luft- und wassergekühltem Motor mit einem, zwei oder drei Zylindern und Leistungen von 12 bis 40 PS. Die Palette wurde erweitert, um möglichst gezielt auf Kundenwünsche eingehen zu können und den Dieselschlepper als Universalschlepper zu etablieren. 1949 wurden von dem F 18 monatlich etwa 20 Traktoren produziert und der 1952 entwickelte kleine F 12 ging in Großserienproduktion. Bis 1955 wurden insgesamt 50.000 Dieselrösser gebaut und verkauft.

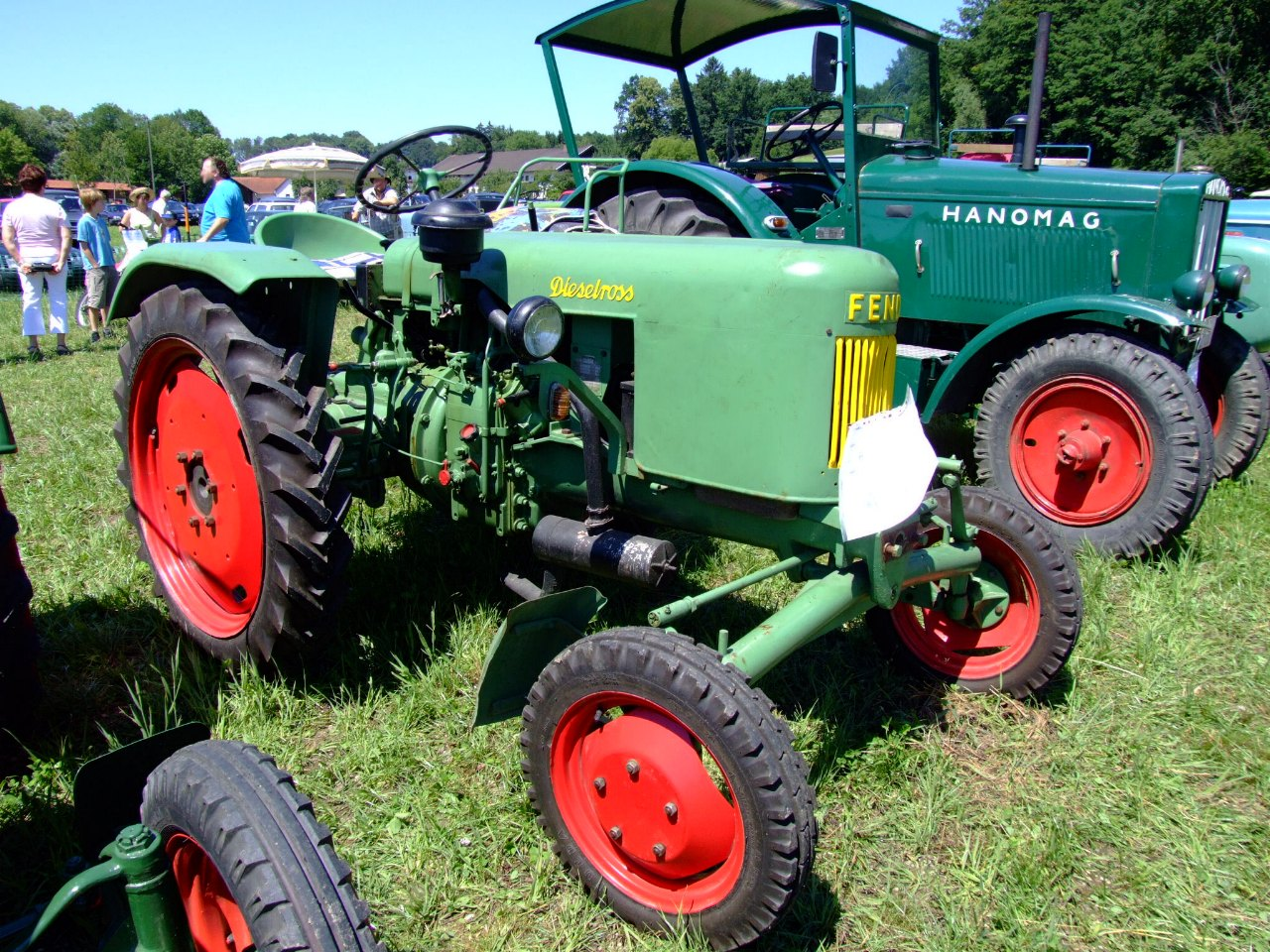
Fendt Dieselross F 12 HL A, 1955

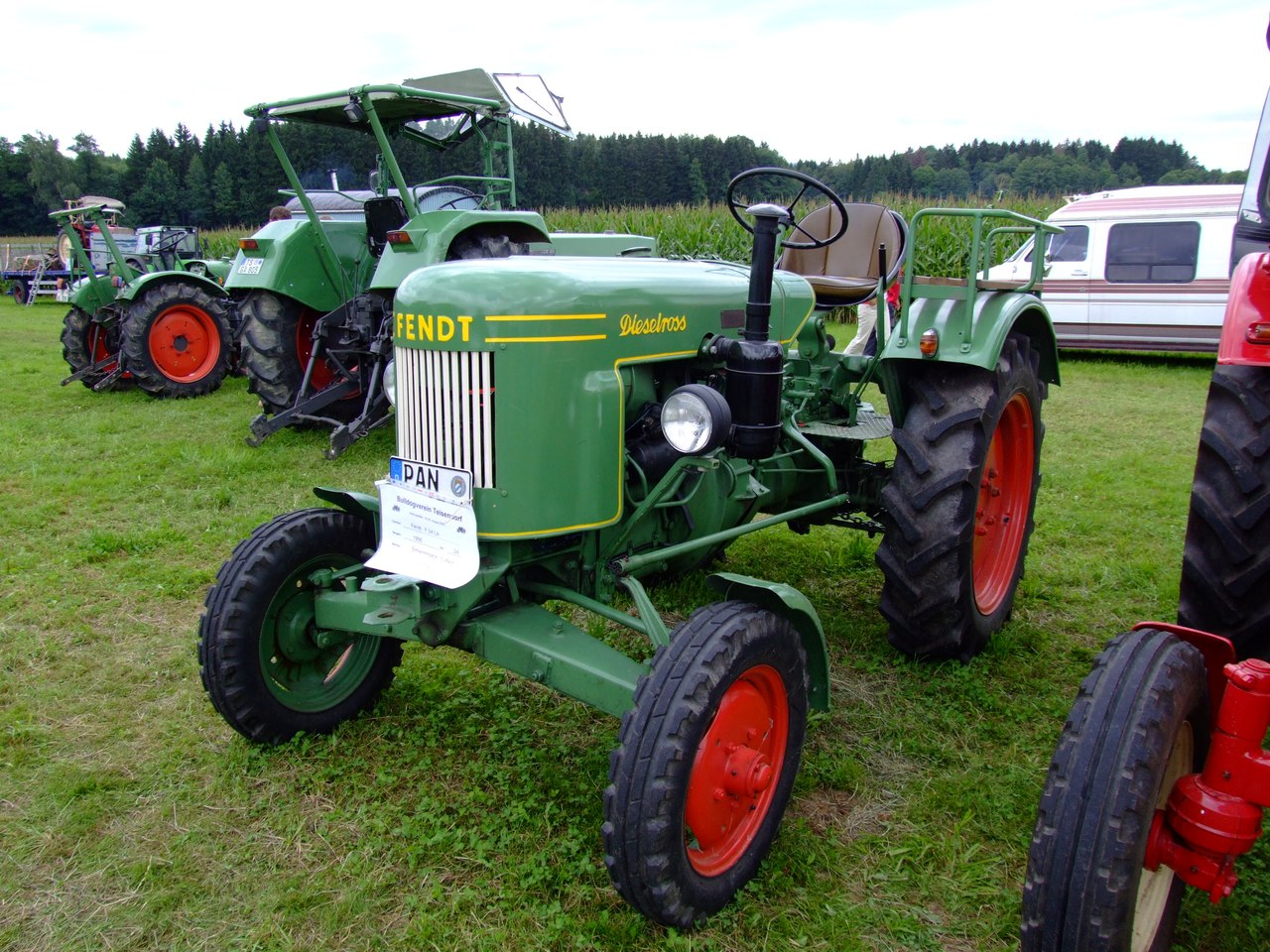
Fendt Dieselross F 24, 1956

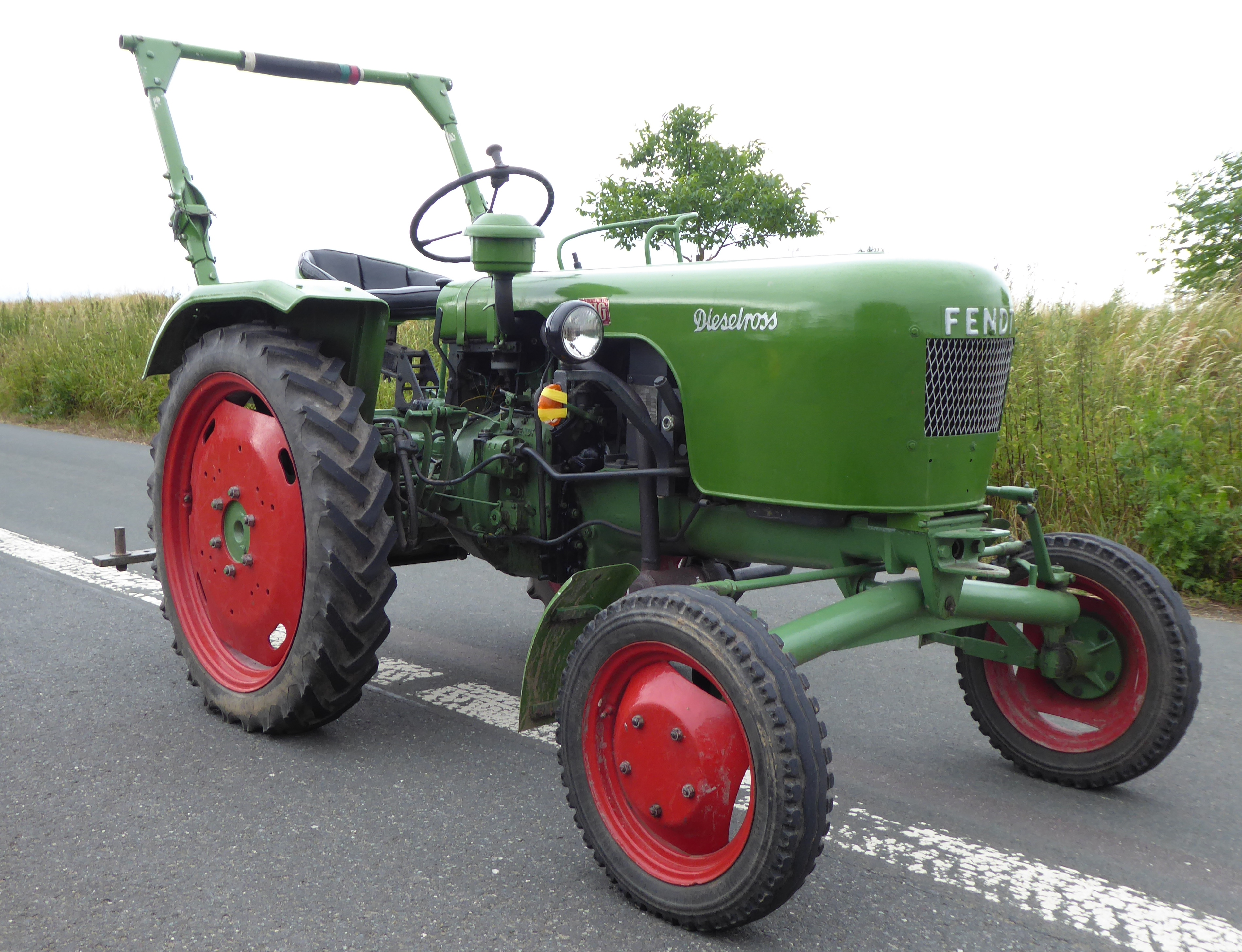
Fendt Dieselross

Die Bauart Fendt Dieselross F 12 wurde von 1954 bis 1959 gebaut. Es gab eine wasser- und eine luftgekühlte Version. Das Dieselross F 12 GH (wassergekühlt) hatte 850 cm³, 12 PS und einen stehenden Einzylinder-MWM-Motor (Typ KD 12 E). Es war für kleine oder mittlere Betriebe gedacht und ersetzte endgültig die Pferdegespanne als Acker- oder Zuggespann. Das Dieselross gab es mit einer großen Palette an Anbaugeräten, wie z. B. einem Mähbalken, einem hydraulischen Hubwerk und zahlreichen Ackergeräten.
Ab 1959 wurden die letzten Dieselross-Modelle FW 237 und FL 237 in die Nachfolgeserie Fendt Farmer mit einer Modernisierung der Formgebung und der Technik überführt.